# Алгебра
А́лгебра (от араб. اَلْجَبْرُ‎ аль-джабр — «восстановление (разрозненных) частей, восстановление равенства, уравнение, восполнение») — раздел математики, который можно нестрого охарактеризовать как обобщение и расширение арифметики; в этом разделе числа и другие математические объекты обозначаются буквами и другими символами, что позволяет записывать и исследовать их свойства в самом общем виде. Слово «алгебра» также употребляется в общей алгебре в названиях различных алгебраических систем. В более широком смысле под «алгеброй» понимают раздел математики, посвящённый изучению операций над элементами множеств произвольной природы, обобщающий обычные операции сложения и умножения чисел.

## Классификация
Алгебра как раздел математики традиционно включает следующие категории.
- Элементарная алгебра, которая изучает свойства операций с вещественными числами. В ней постоянные и переменные обозначаются буквенными символами. Элементарная алгебра содержит правила преобразования алгебраических выражений и уравнений с использованием этих символов. Обычно преподаётся в школе под названием алгебра[6].
- Общая алгебра, иногда называемая современной алгеброй или абстрактной алгеброй, где аксиоматизируются и изучаются максимально общие алгебраические структуры, такие, как группы, кольца и поля.
- Универсальная алгебра, в которой изучаются свойства, общие для всех алгебраических структур (считается подразделом общей алгебры).
- Линейная алгебра, в которой изучаются свойства векторных пространств (включая матрицы).
- Алгебраическая комбинаторика, в которой методы абстрактной алгебры используются для изучения вопросов комбинаторики.

## Элементарная алгебра
Элементарная алгебра — раздел алгебры, который изучает самые базовые понятия. Обычно изучается после изучения основных понятий арифметики. В арифметике изучаются числа и простейшие (+, −, ×, ÷) действия с ними. В алгебре числа заменяются на переменные ({\displaystyle a,b,c,x,y} и так далее). Такой подход полезен, потому что:
- Позволяет получить общее представление законов арифметики (например, {\displaystyle a+b=b+a} для любых {\displaystyle a} и {\displaystyle b}), что является первым шагом к систематическому изучению свойств действительных чисел.
- Позволяет ввести понятие «неизвестного», сформулировать уравнения и изучать способы их решения. (Для примера, «Найти число x, такое что {\displaystyle 3x+1=10}» или, в более общем случае, «Найти число x, такое, что {\displaystyle ax+b=c}». Это приводит к выводу, что нахождение значения переменной кроется не в природе чисел из уравнения, а в операциях между ними.)
- Позволяет сформулировать понятие функции. (Для примера, «Если вы продали {\displaystyle x} билетов, то ваша прибыль составит {\displaystyle 3x-10} рублей, или {\displaystyle f(x)=3x-10}, где {\displaystyle f} — функция, и {\displaystyle x} — число, от которого зависит функция»)

## Линейная алгебра
Линейная алгебра — часть алгебры, изучающая векторы, векторные, или линейные пространства, линейные отображения и системы линейных уравнений. К линейной алгебре также относят теорию определителей, теорию матриц, теорию форм (например, квадратичных), теорию инвариантов (частично), тензорное исчисление (частично). Современная линейная алгебра делает акцент на изучении векторных пространств.
Линейное, или векторное пространство {\displaystyle V\left(F\right)} над полем {\displaystyle F} — это упорядоченная четвёрка {\displaystyle (V,F,+,\cdot )}, где
{\displaystyle V} — непустое множество элементов произвольной природы, которые называются векторами;
{\displaystyle F} — (алгебраическое) поле, элементы которого называются скалярами;
{\displaystyle +\colon V\times V\to V} — операция сложения векторов, сопоставляющая каждой паре элементов {\displaystyle \mathbf {x} ,\mathbf {y} } множества {\displaystyle V} единственный элемент множества {\displaystyle V}, обозначаемый {\displaystyle \mathbf {x} +\mathbf {y} };
{\displaystyle \cdot \colon F\times V\to V} — операция умножения векторов на скаляры, сопоставляющая каждому элементу {\displaystyle \lambda } поля {\displaystyle \in F} и каждому элементу {\displaystyle \mathbf {x} } множества {\displaystyle V} единственный элемент множества {\displaystyle V}, обозначаемый {\displaystyle \lambda \mathbf {x} };
причём заданные операции удовлетворяют следующим аксиомам — аксиомам линейного (векторного) пространства:
1. {\displaystyle \mathbf {x} +\mathbf {y} =\mathbf {y} +\mathbf {x} }, для любых {\displaystyle \mathbf {x} ,\mathbf {y} \in V} (коммутативность сложения);
2. {\displaystyle \mathbf {x} +(\mathbf {y} +\mathbf {z} )=(\mathbf {x} +\mathbf {y} )+\mathbf {z} }, для любых {\displaystyle \mathbf {x} ,\mathbf {y} ,\mathbf {z} \in V} (ассоциативность сложения);
3. существует такой элемент {\displaystyle \theta \in V}, что {\displaystyle \mathbf {x} +\theta =\mathbf {x} } для любого {\displaystyle \mathbf {x} \in V} (существование нейтрального элемента относительно сложения), в частности {\displaystyle V} не пусто;
4. для любого {\displaystyle \mathbf {x} \in V} существует такой элемент {\displaystyle -\mathbf {x} \in V}, что {\displaystyle \mathbf {x} +(-\mathbf {x} )=\theta } (существование противоположного элемента относительно сложения).
5. {\displaystyle \alpha (\beta \mathbf {x} )=(\alpha \beta )\mathbf {x} } (ассоциативность умножения на скаляр);
6. {\displaystyle 1\cdot \mathbf {x} =\mathbf {x} } (унитарность: умножение на нейтральный (по умножению) элемент поля F сохраняет вектор).
7. {\displaystyle (\alpha +\beta )\mathbf {x} =\alpha \mathbf {x} +\beta \mathbf {x} } (дистрибутивность умножения на вектор относительно сложения скаляров);
8. {\displaystyle \alpha (\mathbf {x} +\mathbf {y} )=\alpha \mathbf {x} +\alpha \mathbf {y} }(дистрибутивность умножения на скаляр относительно сложения векторов).

Евклидовы пространства, аффинные пространства, а также многие другие пространства, изучаемые в геометрии, определяются на основе векторного пространства. Автоморфизмы векторного пространства над полем образуют группу относительно умножения, изоморфную группе невырожденных квадратных матриц, что связывает линейную алгебру с теорией групп, в частности, с теорией линейных представлений групп.
Переход от используемых в линейной алгебре n-мерных векторных пространств к бесконечномерным линейным пространствам нашёл своё отражение в некоторых разделах функционального анализа. Другим естественным обобщением является использование не поля, а произвольного кольца. Для модуля над произвольным кольцом не выполняются основные теоремы линейной алгебры. Общие свойства векторных пространств над полем и модулей над кольцом изучаются в алгебраической К-теории.

## Общая алгебра
Общая алгебра занимается изучением различных алгебраических систем. В ней рассматриваются свойства операций над объектами независимо от собственно природы объектов. Она включает в себя в первую очередь теории групп и колец. Общие свойства, характерные для обоих видов алгебраических систем, привели к рассмотрению новых алгебраических систем: решёток, категорий, универсальных алгебр, моделей, полугрупп и квазигрупп. Упорядоченные и топологические алгебры, частично упорядоченные и топологические группы и кольца, также относятся к общей алгебре.
Точная граница общей алгебры не определена. К ней можно также отнести теорию полей, конечных групп, конечномерных алгебр Ли.

### Теория групп
Непустое множество {\displaystyle G} с заданной на нём бинарной операцией {\displaystyle *\,\colon G\times G\to G} называется группой {\displaystyle (G,*)}, если выполнены следующие аксиомы:
1. ассоциативность: {\displaystyle \forall (a,b,c\in G):(a*b)*c=a*(b*c)};
2. наличие нейтрального элемента: {\displaystyle \exists e\in G\quad \forall a\in G:(e*a=a*e=a)};
3. наличие обратного элемента: {\displaystyle \forall a\in G\quad \exists a^{-1}\in G:(a*a^{-1}=a^{-1}*a=e)}

Понятие группы возникло в результате формального описания симметрии и эквивалентности геометрических объектов. В теории Галуа, которая и дала начало понятию группы, группы используются для описания симметрии уравнений, корнями которых являются корни некоторого полиномиального уравнения. Группы повсеместно используются в математике и естественных науках, часто для обнаружения внутренней симметрии объектов (группы автоморфизмов). Почти все структуры общей алгебры — частные случаи групп.

### Теория колец
Кольцо — множество R, на котором заданы две бинарные операции: + и × (называемые сложение и умножение), со следующими свойствами:
1. {\displaystyle \forall a,b\in R\left(a+b=b+a\right)} — коммутативность сложения;
2. {\displaystyle \forall a,b,c\in R\left(a+(b+c))=((a+b)+c\right)} — ассоциативность сложения;
3. {\displaystyle \exists 0\in R\;\forall a\in R\left(a+0=0+a=a\right)} — существование нейтрального элемента относительно сложения;
4. {\displaystyle \forall a\in R\;\exists b\in R\left(a+b=b+a=0\right)} — существование противоположного элемента относительно сложения;
5. {\displaystyle \forall a,b,c\in R\;(a\times b)\times c=a\times (b\times c)} — ассоциативность умножения (некоторые авторы не требуют выполнения этой аксиомы[10])
6. {\displaystyle \forall a,b,c\in R\left\{{\begin{matrix}a\times (b+c)=a\times b+a\times c\\(b+c)\times a=b\times a+c\times a\end{matrix}}\right.} — дистрибутивность.

## Универсальная алгебра
Универсальная алгебра является специальным разделом общей алгебры, который занимается изучением характерных для всех алгебраических систем свойств. Алгебраическая система представляет собой произвольное непустое множество с заданным (возможно, бесконечным) набором конечноарных операций над ним и конечноарных отношений: {\displaystyle {\mathfrak {A}}=\langle A,F,R\rangle }, {\displaystyle F=\langle f_{1}:A^{n_{1}}\to A,\dots f_{i}:A^{n_{i}}\to A,\dots \rangle }, {\displaystyle R=\langle r_{1}\subseteq A^{m_{1}},\dots r_{i}\subseteq A^{m_{i}},\dots \rangle }. Множество {\displaystyle A} в этом случае называется носителем (или основным множеством) системы, набор функциональных и предикатных символов с их арностями {\displaystyle \langle F,R,\langle n_{1},\dots n_{i},\dots \rangle ,\langle m_{1}\dots m_{i},\dots \rangle \rangle } — её сигнатурой. Система с пустым множеством отношений называется универсальной алгеброй (в контексте предмета — чаще просто алгеброй), а с пустым множеством операций — моделью или системой отношений, реляционной системой.
В терминах универсальной алгебры, например, кольцо — это универсальная алгебра {\displaystyle \left(R,+,\times \right)}, такая, что алгебра {\displaystyle \left(R,+\right)} — абелева группа, и операция {\displaystyle +} дистрибутивна слева и справа относительно {\displaystyle \times }. Кольцо называется ассоциативным, если мультипликативный группоид является полугруппой.
Раздел рассматривает как собственно универсальные алгебры, так и сопутствующие структуры: моноид всех эндоморфизмов {\displaystyle \mathbf {End} {\mathfrak {A}}}, группа всех автоморфизмов {\displaystyle \mathbf {Aut} {\mathfrak {A}}}, решётки всех подалгебр {\displaystyle \mathbf {Sub} {\mathfrak {A}}} и всех конгруэнций {\displaystyle \mathbf {Con} {\mathfrak {A}}}.
Универсальная алгебра находится на стыке логики и алгебры.

## Исторический очерк

### Древний Восток
Истоки алгебры уходят к временам глубокой древности. Арифметические действия над натуральными числами и дробями — простейшие алгебраические операции — встречаются в ранних математических текстах. Ещё в 1650 году до н. э. египетские писцы могли решать отвлечённые уравнения первой степени и простейшие уравнения второй степени, к ним относятся задачи 26 и 33 из папируса Ринда и задача 6 из Московского папируса (так называемые задачи на «аха»). Предполагается, что решение задач было основано на правиле ложного положения. Это же правило, правда, крайне редко, использовали вавилоняне.
Вавилонские математики умели решать квадратные уравнения. Они имели дело только с положительными коэффициентами и корнями уравнения, так как не знали отрицательных чисел. По разным реконструкциям в Вавилоне знали либо правило для квадрата суммы, либо правило для произведения суммы и разности, вместе с тем метод вычисления корня полностью соответствует современной формуле. Встречаются и уравнения третьей степени. Кроме того, в Вавилоне была введена особая терминология, использовались шумерские клинописные знаки для обозначения первого неизвестного («длины»), второго неизвестного («ширины»), третьего неизвестного («глубины»), а также различных производных величин («поля» как произведения «длины» и «ширины», «объёма» как произведения «длины», «ширины» и «глубины»), которые можно считать математическими символами, так как в обычной речи уже использовался аккадский язык. Несмотря на явное геометрическое происхождение задач и терминов, использовались они отвлечённо, в частности, «площадь» и «длина» считались однородными. Для решения квадратных уравнений было необходимо уметь осуществлять различные тождественные алгебраические преобразования, оперировать неизвестными величинами. Таким образом был выделен целый класс задач, для решения которых необходимо пользоваться алгебраическими приёмами.
За 2000 лет до нашего времени китайские учёные решали уравнения первой степени и их системы, а также квадратные уравнения (см. Математика в девяти книгах). Они уже знали отрицательные и иррациональные числа. Поскольку в китайском языке каждый символ обозначает понятие, то сокращений не было. Наряду с индийскими и исламскими математиками, китайские математики открыли «треугольник Паскаля» задолго до европейцев.

### Древняя Греция
После того как была открыта несоизмеримость стороны и диагонали квадрата, греческая математика переживала кризис, разрешению которого способствовал выбор геометрии как основы математики и определение алгебраических операций для геометрических величин. Геометрической алгебре посвящена вторая книга «Начал» Евклида, работы Архимеда и Аполлония. С использованием отрезков, прямоугольников и параллелепипедов были определены сложение и вычитание, произведение (построенный на двух отрезках прямоугольник). Такое представление позволило доказать дистрибутивный закон умножения относительно сложения, тождество для квадрата суммы. Алгебра первоначально была основана на планиметрии и приспособлена в первую очередь для решения квадратных уравнений. Вместе с тем к алгебраическим уравнениям сводятся сформулированные пифагорейцами задачи об удвоении куба и трисекции угла, построение правильных многоугольников. Решение кубических уравнений получило своё развитие в работах Архимеда (сочинения «О шаре и цилиндре» и «О коноидах и сфероидах»), который исследовал в общем виде уравнение {\displaystyle x^{3}+ax+b=0}. Отдельные задачи решались с помощью конических сечений.
Неожиданный переход к алгебре, основанной на арифметике, произошёл в работах Диофанта, который ввёл буквенные обозначения: неизвестное число он назвал «число», вторую степень неизвестного — «квадрат», третью — «куб», четвёртую — «квадрато-квадрат», пятую — «квадрато-куб», шестую — «кубо-куб». Также он ввёл обозначения для отрицательных степеней, свободного члена, отрицательного числа (или вычитания) и знака равенства. Диофант знал и использовал правило переноса вычитаемого из одной части уравнения в другую и правило сокращения равных членов. Исследуя уравнения третьей и четвёртой степеней, Диофант для нахождения рациональной точки на кривой использует такие методы геометрической алгебры, как провести касательную в рациональной точке кривой или провести прямую через две рациональные точки. В X веке «Арифметика» Диофанта, в которой он изложил свои методы, была переведена на арабский язык, а в XVI веке достигла Западной Европы, оказав влияние на работы Ферма и Виета. Идеи Диофанта можно заметить также в работах Эйлера, Якоби, Пуанкаре и других математиков вплоть до начала XX века. В настоящее время проблемы Диофанта принято относить к алгебраической геометрии.

### Исламский мир
Термин «алгебра» взят из сочинения среднеазиатского учёного аль-Хорезми «Китаб аль-джебр ва-ль-мукабала» (ок. 825 года). Слово «аль-джабр» при этом означало операцию переноса вычитаемых из одной части уравнения в другую с противоположным знаком, и его буквальный смысл — «восполнение», «взвешивание». Арабские математики рассматривали члены уравнений как массы гирь на весах, которые надо было перенести на другую чашу весов, чтобы уравновесить весы (перенос членов из правой части уравнения в левую с противоположным знаком и наоборот); или как одинаковые гири на обеих чашах, которые можно было убрать с обоих чаш без нарушения равновесия (сокращение членов уравнения). «Аль-мукабала» означало отбрасывание в обеих частях равенства равных членов (противоположение).
«Аль-джабр» при переводе на латинский язык превратилось в «algebra», а аль-мукабала была отброшена: так появилось название «алгебра». Аль-Хорезми разработал системный подход к решению линейных и квадратных уравнений, заложив основу этой математической дисциплины.
В X–XI веках алгебру расширили Абу Камил и аль-Караджи, введя иррациональные числа, систематизировав операции с многочленами и заложив основы математической индукции. XII век ознаменовался работами Омара Хайяма, который развил геометрическое решение кубических уравнений и дал первое определение алгебры как науки. Аль-Самуал ввёл правила умножения одночленов любых целых степеней и правила деления многочленов, а Шараф ад-Дин Ат-Туси использовал понятия функции и дискриминанта кубического уравнения. Постепенно алгебра перешла от словесных описаний к символическому выражению, что стало важным шагом в её развитии.

### Европа
Перевод труда аль-Хорезми на латинский язык способствовал распространению алгебры в Европе и её дальнейшему совершенствованию. В XVI веке в Европе были открыты способы решения уравнений 3 и 4 степеней. Распространение получили отрицательные и комплексные числа. В XIX веке было доказано, что любое уравнение 5 степени и выше нельзя решить алгебраическим способом. Вплоть до второй половины XX века практическое применение алгебры ограничивалось, в основном, решением алгебраических уравнений и систем уравнений с несколькими переменными. 

### Наше время
Во второй половине XX века началось бурное развитие ряда новых отраслей техники. Появились электронно-вычислительные машины, устройства для хранения, переработки и передачи информации, системы наблюдения типа радара. Проектирование новых видов техники и их использование немыслимо без применения современной алгебры. Так, электронно-вычислительные машины устроены по принципу конечных автоматов. Для проектирования электронно-вычислительных машин и электронных схем используются методы булевой алгебры. Современные языки программирования для ЭВМ основаны на принципах теории алгоритмов. Теория множеств используется в системах компьютерного поиска и хранения информации.
Теория категорий используется в задачах распознавания образов, определении семантики языков программирования, и других практических задачах.
Кодирование и декодирование информации производится методами теории групп. Теория рекуррентных последовательностей используется в работе радаров. Экономические расчёты невозможны без использования теории графов. Математическое моделирование широко использует все разделы алгебры.

## Отец алгебры
Титул «отца алгебры» часто приписывают аль-Хорезми. Среди прочих, эту точку зрения поддерживают такие историки математики, как Соломон Гандз, Карл Бенджамин Бойер и Бартель Леендерт ван дер Варден. Впрочем, иногда данное звание приписывают и Диофанту. Его сторонники указывают, что уравнения, изложенные в «Арифметике», используют некоторые символьные обозначения, тогда как в «Китаб аль-джебр ва-ль-мукабала» уравнения и их решения передаются исключительно словами. Однако историк математики Курт Фогель однозначно выступает против того, чтобы Диофант носил этот титул, поскольку его арифметика была не намного более алгебраической, чем математика древних вавилонян.
Сторонники аль-Хорезми указывают на тот факт, что он дал исчерпывающее и систематическое объяснение алгебраического решения квадратных уравнений с положительными корнями. Он был первым, кто преподавал алгебру в элементарной форме ради самой этой дисциплины, в то время как Диофант в первую очередь занимался теорией чисел. Другие его сторонники добавляют, что в отличие от вавилонских табличек и от «Арифметики» Диофанта его алгебра больше не была связана с рядом задач, которые нужно решить, но с изложением, которое начинается с примитивных терминов, комбинации которых должны дать все возможные виды уравнений, отныне явно становящихся истинным объектом исследования. Виктор Джозеф Кац также считает «Китаб аль-джебр ва-ль-мукабала» первым настоящим текстом по алгебре, сохранившимся до наших дней.